# Bareggio
Bareggio là một đô thị ởtỉnh Milano ở vùng Lombardia của Italia, khoảng 14 km về phía tây của Milano. Đến thời điểm 31 tháng 12 năm 2004, dân số đô thị này là 16.264 người, diện tích là 11,3 km².
Bareggio giáp các đô thị:: Pregnana Milanese, Cornaredo, Sedriano, Cusago, Cisliano.